# 2-оксазолідон
2-оксазолідон — гетероциклічна органічна сполука, що містить кисень та азот у п'ятичленному кільці.

## Оксазолідинони

### Фармакологія
Оксазолідинони переважно використовуються як протимікробні хіміопрепарати. Їх антибактеріальний ефект викликаний пригніченням синтезу білка на ранній стадії (блокування зв'язування N-формілметіонін-тРНК із рибосомою).
Деякі сполуки із оксазолідинонової групи входять до останнього покоління протимікробних засобів, що використовують проти Грам-позитивних мікроорганізмів, включаючи навіть полірезистентні до інших антибіотиків бактерії типу MRSA (Метацилін-резистентний Staphylococcus aureus). Ці препарати вважають препаратами резерву, коли всі інші види антибактеріальної та антибіотикотерапії вже вичерпані і виявились неефективними.
Приклади препаратів, що є похідними оксазолідинонів:
- Лінезолід, доступний для довенного введення і також має надзвичайно високу біодоступність при ентеральному введенні.
- Позизолід, має відмінну, прицільну бактерицидну активність проти всіх Грам-позитивних мікроорганізмів, що мають резистентність до інших класів препаратів.

Хімічна структура тедизоліду

- Тедизолід, використовується при гострих шкірних інфекціях.
- Радезолід (RX-1741) завершив другу фазу клінічних випробувань.[2]
- Циклосерин — протитуберкульозний препарат другої лінії.

Похідні оксазолідинону використовуються також і з іншою метою. Ривароксабан впроваджується для профілактики венозних тромбоемболій.

### Історія

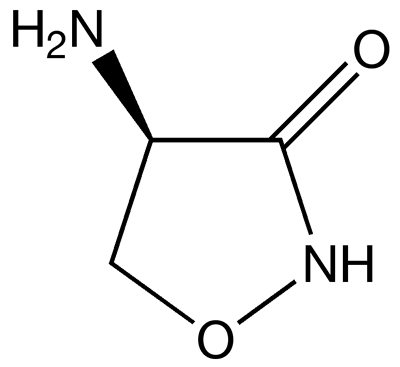
Хімічна структура циклосерину

Першим оксазолідиноном у терапії став циклосерин (4-аміно-1,2-оксалідин-3-он / 1,3-Oxazolidin-2-one), який застосовується як препарат другої лінії проти туберкульозу з 1956 р. Особливо препарати цієї групи розвивались у 90-х роках ХХ століття, коли з'явились штами, резистентні до ванкоміцину. Лінезолід (Зівокс) став першим затвердженим препаратом групи.

Хімічна структура лінезоліду

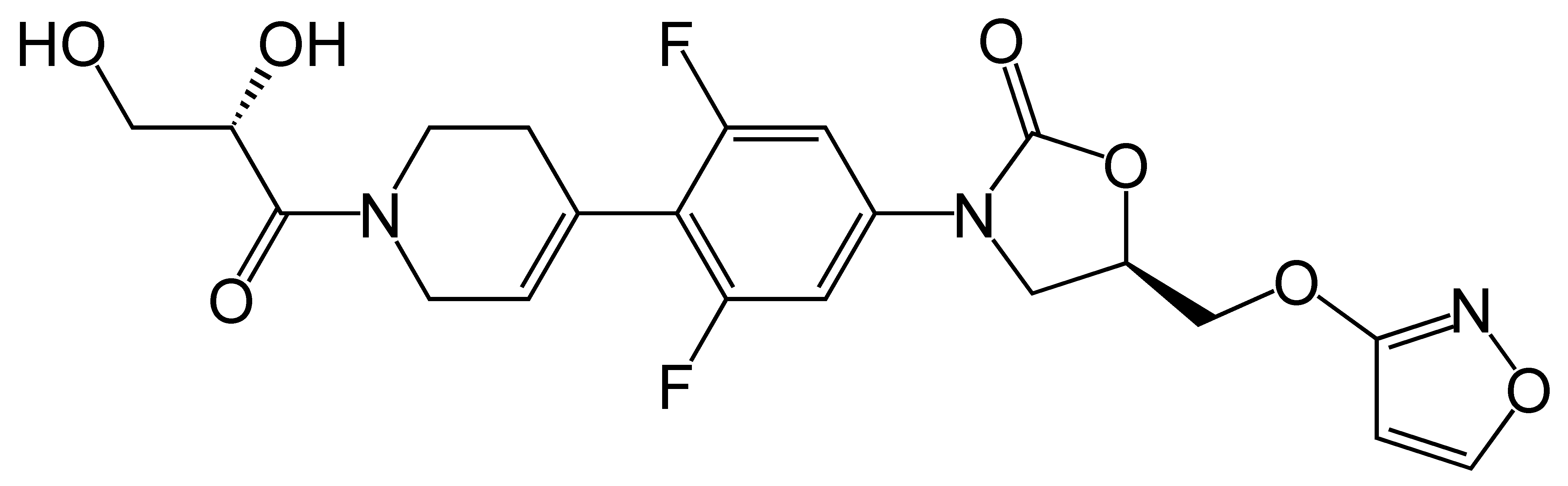
Хімічна структура позизоліду/AZD2563